# Batajnica (stacja kolejowa)
Batajnica (serbski: Батајница) – stacja kolejowa w dzielnicy Batajnica, należącej do gminy miejskiej Zemun, w Belgradzie, w Serbii.
Znajduje się około 1,5 km od centrum miejscowości. Dworzec Batajnica składa się z ośmiu torów. Położona jest na linii Belgrad – Subotica. Jest obsługiwana przez pociągi podmiejskie Beovoz.

## Linie kolejowe
- Belgrad – Subotica